# Esporte na Eslováquia
O Esporte na Eslováquia tem um proeminente papel na sociedade eslovaca.
Os esportes populares na Eslováquia são futebol, hóquei no gelo, voleibol, tênis, esqui, ciclismo, natação e alpinismo. A Eslováquia participou de sua primeira Olímpiada da Era Moderna, em 1996.